# 980 (szám)
A 980 (római számmal: CMLXXX) egy természetes szám.

## A szám a matematikában
A tízes számrendszerbeli 980-as a kettes számrendszerben 1111010100, a nyolcas számrendszerben 1724, a tizenhatos számrendszerben 3D4 alakban írható fel.
A 980 páros szám, összetett szám. Kanonikus alakban a 22 · 51 · 72 szorzattal, normálalakban a 9,8 · 102 szorzattal írható fel. Tizennyolc osztója van a természetes számok halmazán, ezek növekvő sorrendben: 1, 2, 4, 5, 7, 10, 14, 20, 28, 35, 49, 70, 98, 140, 196, 245, 490 és 980.